# La Ballade du hussard
Pour plus de détails, voir Fiche technique et Distribution.
La Ballade du hussard (Гусарская баллада, Goussarskaïa ballada) est un film soviétique réalisé par Eldar Riazanov, sorti en 1962,.

## Synopsis
L'histoire commence à l'été 1812. Le lieutenant de hussards Rjevski (Youri Yakovlev) arrive chez le major à la retraite Azarov avec une lettre de recommandation. La nièce de ce dernier, Alexandra (Larissa Goloubkina), âgée de dix-sept ans, nourrit de tendres sentiments pour le lieutenant par correspondance. Le lieutenant, qui n'a jamais rencontré sa « fiancée » auparavant, l'appelle sa  « Rosine russe ». Il ne sait pas que la jeune fille, élevée par son oncle et son ordonnance Ivan (Nikolaï Krioutchkov), sait parfaitement se tenir en selle, tirer à l'épée et au pistolet. La première rencontre du hussard et de la jeune fille a lieu lorsqu'elle franchit le perron vêtue en uniforme de cornette pour aller à un bal masqué. Prenant la jeune fille pour un jeune aspirant, Rjevski  lui raconte à cœur ouvert les circonstances de ces fiançailles de longue date, conclues après avoir perdu une partie au jeu (« J'étais désespéré, ou peut-être ivre dans le brouillard »), et de ses peurs liées à l'apparence et au caractère de la fiancée. Alexandra décide de se jouer du lieutenant et un peu plus tard, au moment d'une rencontre officielle avec le fiancé, elle apparaît devant lui sous la forme d'une fille maniérée avec un visage fortement poudré et un ouvroir de broderie  dans les mains.
Au cours d'un bal coïncidant avec l'anniversaire d'Alexandra, le gouverneur apporte des nouvelles du déclenchement de la guerre contre Napoléon : « Le treizième jour Neman a été soudainement forcé par les troupes napoléoniennes. » Le major Azarov fait cesser le bal; Rjevski retourne au régiment avec les autres officiers. Après leur départ, la jeune fille décide de partir se battre pour la patrie en cachette de son oncle. Ivan (ancien soldat de l'armée de Souvorov) consent à être son ordonnance.
Elle reçoit son baptême du feu le lendemain: pressée de livrer à destination un important colis reçu d'un capitaine blessé, la jeune fille tombe sur le camp des Français, qui se précipitent à sa poursuite. Alexandra leur échappe et, ayant atteint l'emplacement des troupes russes, remet le paquet au général. Celui-ci, ayant apprécié les prouesses du jeune cavalier, propose au « cornette Azarov » le poste de sous-aide-de-camp au quartier général.
Pendant son service, l'héroïne acquiert une réputation de combattant courageux; selon le général, « Ce garçon est partout ... Seulement dix-sept ans, et il donnerait des chances à d'autres vieux guerriers ». Pendant six mois, personne, y compris Rjevski, ne soupçonne qu'une jeune fille se cache sous le nom d'Azarov. Même la chanteuse française Louise Germont, qui se trouve dans le camp des Russes, ne se doute de cela. Elle transmet au jeune cavalier un petit bouquet, reçu de Rjevski, avec ces mots : « À celui qui est plus doux avec moi que tout le monde aujourd'hui. » Le secret d'Alexandra est révélé par le voisin des Azarov, le comte Nourine, qui, la voyant au quartier général, informe le maréchal Koutouzov que le cornette est une demoiselle. Le commandant, après une série de questions suggestives, demande directement à l'héroïne : « Cornette, êtes-vous une femme ? » La confession d'Alexandra met le maréchal en colère et il renvoie la jeune fille chez elle « vers toutes ces dames, nounous, toilettes, poupées et danses ». L'indignation du maréchal s'estompe avec l'apparition du général Balmachev qui a reconnu le héros sans nom dans ce cornette, qui l'avait précédemment sauvé de la captivité française. Koutouzov décerne à Alexandra Azarova la croix de Saint-Georges et lui permet de porter le grade de cornette. À la fin du film, Alexandra demande pardon aux combattants du détachement pour sa tromperie. Rjevski se repent de son ancien préjugé concernant la nature de la « fiancée par correspondance ». Les héros se déclarent leur amour et la jeune fille accepte de lier son destin au lieutenant.

## Fiche technique
- Titre français : La Ballade du hussard[7]
- Titre original : Гусарская баллада, Goussarskaïa ballada
- Photographie : Leonid Kraïnenkov
- Musique : Tikhon Khrennikov
- Décors : Mikhaïl Bogdanov, Guennadi Miasnikov, Olga Kroutchinina
- Montage : Ekaterina Ovsiannikova

## Distribution
- Larissa Goloubkina: Alexandra (dite Choura) Azarova
- Youri Yakovlev: le lieutenant Rjevski
- Igor Ilinski: le maréchal Koutouzov
- Nikolaï Krioutchkov: Ivan
- Viktor Koltsov: Azarov
- Antoni Khodourski: le comte Nourine
- Tatiana Chmyga: Louise Germont
- Lev Poliakov: Pelymov
- Alexeï Polevoï: le général Balmachev
- Vladimir Chiraïev: Salgari
- Valeri Denissov: Vassiliev